# جيروم مباكو إتامي
جيروم مباكو إتامي (بالفرنسية: Jerome Mpacko Etame) (ولد في 11 أبريل 1996 في ياوندي، الكاميرون) لاعب كرة قدم كاميروني يجيد اللعب في مركز المهاجم وأيضا الوسط المهاجم والجناح الأيسر. يلعب حاليا لصالح الرفاع الشرقي في الدوري البحريني الممتاز منذ 16 يوليو 2023.

## المسيرة الرياضية

### الأندية
في 16 يوليو 2023 انتقل ويلينغتون من الكوكب السعودي إلى الرفاع الشرقي البحريني في صفقة انتقال حر.